# Kreyel
Kreyel (ook: Kreiel) is een gehucht in de Belgisch-Limburgse gemeente Bocholt.
Het gehucht bevindt zich in de Vlakte van Bocholt, te noordoosten van de kern van Bocholt, op een hoogte van 38 meter. Ten zuiden van Kreyel loopt de Abeek en daar bevindt zich de Voorste Luysmolen. Ook vindt men hier het natuurgebied De Luysen.
In Kreyel vindt men de Zentjeskapel van 1937, een aan Onze-Lieve-Vrouw gewijde kapel die werd opgericht door Henri Zentjes uit dankbaarheid voor de genezing van zijn vrouw.